# Fort Saganne
Fort Saganne – francuski film fabularny z 1984 roku w reżyserii Alaina Corneau.

## Obsada
- Gérard Depardieu – Charles Saganne
- Philippe Noiret – Dubreuilh
- Catherine Deneuve – Louise
- Sophie Marceau – Madeleine of Saint-Ilette
- Michel Duchaussoy – Baculard
- Roger Dumas – Vulpi
- Jean-Louis Richard – Flammarin
- Jean-Laurent Cochet – Bertozza
- Pierre Tornade – Ojciec Charlesa
- Saïd Amadis – Amajar